# でゅえるメイト
『でゅえるメイト』（Duel Mate）は、湯島ましゆによる日本の漫画作品。トレーディングカードゲーム（TCG）のある日常を題材としたストーリー4コマ漫画。2011年6月27日からウェブコミックとして、株式会社翔鳳苑による公式サイト、およびニワンゴの運営するニコニコ静画で不定期に連載されている。単行本は翔鳳苑より、一般の書店ではなくカードゲーム販売店を通して流通する形で、2013年3月から既刊6冊が刊行されている。

## 概要
現代日本の高校を舞台に、カードゲーマーが身の回りで経験するような「あるあるネタ」を盛り込みつつ、登場人物同士のラブコメディを交えた物語を描く。また日常の出来事と平行して、絶版カードゲームの復活を巡る高校生実業家の思惑や、過去に対戦で嫌な思いをしたヒロインの心の傷の克服といったストーリー要素も描かれる。表題の「でゅえるメイト」（または片仮名表記で「デュエルメイト」）とは、劇中において主要登場人物の間でのみ通用する造語（スラング）で、「気の合ったトレーディングカードゲームの対戦仲間」という意味。
本作の登場人物たちは元々、漫画の連載開始以前から、カードゲーム販売店やカードゲーム情報サイトを運営する翔鳳苑のウェブサイト『Duel Portal』上においてアバターのキャラクターという扱いで登場しており、本作の企画は、それらのキャラクターが出演する漫画作品として発表された。連載に先駆けて2011年5月14日のゲーム関連イベントで読み切り版冊子が先行配布され、6月から公式ウェブサイトでの連載が開始された。ニコニコ静画での配信は2012年5月15日から行われ、公式サイトでは配信されていなかったエピソードも追加された。ウェブサイト連載分は公開後も、バックナンバーの一部をダイジェストという形で公開する形式が取られている。本作は翔鳳苑のコンテンツ事業の一角と位置づけられ、他社トレーディングカードゲームとのコラボレーション企画も行われている。
また原作者によるオフィシャルな外伝作品『でゅえるメイトLinker』が、2013年12月に同人誌としてコミックマーケット85で発売された後、2014年10月に公式サイトで期間限定公開され、また読み切りのエピソードが商業誌『月刊ブシロード』（ブシロード発行、KADOKAWA販売）2014年11月号、および2015年4月号に掲載された。

## あらすじ
主人公である神園いくさは中学生の時、当時の友人たちの協力を得て構築したデッキを使い、当時人気であったトレーディングカードゲーム（TCG）『ファランドール（FD）』の公式大会において全国優勝を成し遂げる。しかし宿敵であった優勝候補、羽根月との直接対決の機会を逸したまま、『FD』は発売元のトラブルで商品展開を打ち切られ、事実上の終わったコンテンツとなってしまう。時が流れて高校2年生となったいくさは都合で引っ越すこととなり、名門校である私立門守学園に転校する。これからは学業に専念する決意を固めて登校したいくさであったが、転入した学級で隣席となった札引かもねは、彼にとって物珍しい女性カードゲーマーであった。
いまでも『FD』をプレイし続け、授業中もTCGのことばかり考えているかもねに親近感を抱いたいくさは、TCGで対戦する間柄になろうと試行錯誤するが、かもねは仲良しの暁よみなとだけしかTCGをせず、いくさに対する警戒心を解こうとしない。かもねは幼い頃、お気に入りだった『FD』のレアカード「フランネル・ファルコン」のファンデッキを嘲笑され、そのカードを紛失してしまった経験から、気心の知れない相手との対戦に抵抗感を感じていた。かもねはプレイヤーの間では広く役立たずなカードとして認識されているフランネル・ファルコンの評価を覆せるくらい強くなるまで、カードショップの対戦スペースや大会で戦わないという縛りを自らに課しているのだが、既に終わったコンテンツである『FD』をプレイする者は誰もおらず、彼女が強さを証明する場所は失われていた。さらに、かもねが構想するデッキには複数のフランネル・ファルコンのカードが必用なのに、彼女は紛失したカードを取り戻すことにこだわり続けていて、目標を達成するのはきわめて困難な状況であった。かもねの事情を聞いたいくさはどうにかして彼女の力になろうと奮闘し、その騒動はいくさと同郷の幼馴染である騎士堂らいかや、かもねを学級の問題児として敵視する美々原とりす、かもねのことを気にかける川原かけるなど、さまざまな経緯からTCGに興味を持つことになった他の女子生徒たちを巻き込んでいく。いくさは他の女子生徒たちの間にTCGの輪を広げていくことで、かもねが普通にTCGを楽しめる環境へと導こうとするのだが、その過程でいくさを取り巻く恋愛模様も複雑なものとなっていく。
一方、門守学園の生徒会長であり、若くしてTCGメーカー「キージェクト」の社長でもある門守あるどは、商業展開が打ち切られている『FD』の販売権利を獲得するため、ライバル企業との競合をTCGの試合によって解決しようと画策していた。生徒会は、いくさの実力が全国大会優勝時から衰えていないことを確かめると、彼を門守学園に転校するように仕向けたのも自分たちの根回しであることを明かし、キージェクトの勢力に加わるよう持ちかける。『FD』の権利を巡って対立する企業「バニーアーツ」がいくさの宿敵、羽根月を引き込んだことや、同社が『FD』をTCGではなくオンラインゲームとして復活させる予定でいることを聞かされたいくさは、『FD』の商業展開が復活すれば自分の望みもかもねの願いも叶うと考え、キージェクト側に協力することを了承する。しかしいくさは、かつて羽根月の仲間であった生徒会会計の久遠きざむや、羽根月と似た素質を持った生徒会書記の鳳きめると対戦し、真剣勝負の場では特定カードへの思い入れが介入する余地などないという価値観を突きつけられる。一方でかもねもいくさに諭されて発想を改め、紛失したカードを取り戻すことよりも先にフランネル・ファルコンのカードを集めてデッキを構築しようと動き出すが、どのような戦術を組み立てても使い物にならないフランネル・ファルコンの弱さに悩む。またかもねが紛失したカードの顛末を密かに知るよみなは、罪悪感からそのことを打ち明けられず、かもねが諦めてくれることを願って苦悩する。
とりすやかけるがいくさと親密となりTCGに夢中になったり、きめるがTCGの強さと中性的な魅力でいくさを戸惑わせたりする中、いくさに恋心を寄せるらいかは、自分がTCGで強くならなければいくさの側にいられないと思い悩むようになる。一方、キージェクトとバニーアーツの対立の中で曖昧な態度を続けるきざむは、かつていくさが優勝した時の全国大会で羽根月を予選敗退に追い込んだプレイヤーの正体を知るため、密かにらいかを仲間に引き込んで羽根月と引き合わせる。一方いくさは、大会で羽根月を負かしたプレイヤーの正体がかもねであると見当を付けていた。かけるの不用意な発言により、かもねに自分が『FD』の全国大会優勝者であることを知られたいくさは、かもねを挑発し、全国優勝者である自分を倒してフランネル・ファルコンの強さを証明してみせるよう焚きつける。一方、らいかは自分のこだわりを捨ててきざむが構築したデッキでかもねに勝負を挑むものの、かもねのファンデッキに敗北し、いくさは自分の予想の確信を深める。

## 登場人物
著者によれば、物語のメインとなる登場人物は札引かもねだが、本作の主人公は神園いくさであり、かもねは主人公ではないとされ、その旨を単行本のあとがきで3度繰り返して強調している。
劇中、および掲載サイトや単行本に掲載されている登場人物一覧では、登場人物の姓名は「漢字姓＋ひらがな名」の表記で統一されている。単行本に収録された著者コメントでは、主要登場人物には設定として漢字表記の名も設定されていることが明かされているものの、劇中では学校のクラス名簿のような場面も含めて人物の名が漢字表記される場面がない。

### 門守学園2年1組
神園いくさ（かみぞの いくさ）
本作の主人公。トレーディングカードゲーム（以下TCG）が大好きな男子高校生。転校生として門守学園に編入したのを機にTCG断ちを試みるが半日で挫折し、同級生の女生徒たちと共にTCGを続けていくことになる。当初は女子カードゲーマーたちと仲良くなりたいという下心を顕わにしていたが、次第に彼女たちがそれぞれ抱えている事情や状況を察して、カードゲーマーとして導こうとお節介を焼くようになる。
過去に『FD（ファランドール）』というタイトルのTCGで何度か全国大会に出場しており、最後の大会で優勝したことからラストチャンプ、ラグナという異名で呼ばれていた。ラグナとは当時のハンドルネームで、札引かもねもその名前は知っておりデッキ構成の参考にしていた。かもねに対しては、自分が「ラグナ」であることを明かしそびれたまま関わることとなり、過去の経験から公の場で『FD』に関わろうとしたがらない彼女の力になろうと画策する。
『FD』の全国大会で優勝した時のデッキを「王翼ビート（おうよくビート）」と命名しており、劇中でも本気を出すときには使用している。『魔法天使たるとちゃん』という深夜アニメのファンで、現在は、そのアニメが登場するTCG『魔法少女大戦』にはまっている。『魔法少女大戦』のたるとちゃん役の声優のサインカードを生徒手帳に入れており、それを物語冒頭で暁よみなに見られたことで、彼女と関わることになる。
正義感が強く引かない性格のため、幼い頃はよく喧嘩したりいじめられたりして幼馴染の騎士堂らいかに助けられていたが、小学校5年生の時にTCGを始め、それが転機となって周囲と打ち解けることができたという過去を持つ。
札引かもね（ふだひき かもね）
本作のヒロインの一人。「〜かも」という特徴的な語尾で話す少女。学校では髪を短く結ったツインテールにしている。
学校では遅刻の常習犯、補習サボリ魔、学力底辺で問題児扱いされており、そのうえエリート高校の教師陣に対してフランクに突撃する。授業中にノートにデッキレシピを書いていたり、デッキ構築を始めるなど、四六時中TCGの事を考えている。幼少期からTCGに親しんでおり実力は高く、実戦的に構築したファンデッキを使いこなして全国大会出場経験のある神園いくさを驚かせるが、過去の経験からカードショップに対して高い敷居を感じており、狭い交友関係の中でしか対戦していない。中学生の頃にはTCGから遠ざかり興味のないふりを貫いていたが、やがてクラスメイトの男子の一人（でゅえるメイト1号）とTCGをする間柄になり、彼から「でゅえるメイト」という言葉を教わった。
同じクラスの暁よみなが大好きで、常に構ってもらいたがっている。一方でかもね自身に構ってくるいくさに対しては苦手意識を抱いており冷淡な態度を取るが、しばしばTCGの話に釣られてしまうこともあり、過去の話なども打ち明けている。「よみなはいくさのことが好き」という誤解をしており、誤解で人間関係をややこしくさせた場面もあった。
暁よみな（あかつき よみな）
本作のヒロインの一人。札引かもねのでゅえるメイト。ドライな態度を装いつつも漫画的な妄想が好きで、常に周囲の状況を漫画の約束事に当てはめて理解しようとする。いつも本を読んでいるため周囲から知的な印章を持たれているが、読んでいる本は漫画やライトノベル。劇中では幾度も真顔で冗談を言って他人の誤解を助長したり、誤った人物像を吹聴して信じ込ませたりする場面があり、登場人物たちの人間関係をかき回している。
かもねから「以前のでゅえるメイトから譲られた」という触れ込みのデッキを譲り受け、TCGでかもねの相手をしている。高校1年生の時にはクラス委員長をしており成績も良く、学園に伝説を作るほどの成果を残したが、その頃に委員長としての責任からかもねの面倒を押し付けられ、かもねと付き合い始めた1年の3学期以降は、最下位から数えて2番目まで成績が落ち込んでいる。しかし、かもねは超本気をだしてもモテなかったので頑張るのを止めただけで頑張ればいつでも一位をとれると言っている。なお、クラス委員長のときの成果はかもねと関わり合いになりたくなくて無理難題を押し付けたら好感度を上げようとかもねが全部こなした結果らしい。
両親はあまり育児には熱心ではなく、そのことで幼少期から孤独を感じていた。かもねとは幼い頃に出会っていたことがあるが、その時の出来事を後ろめたく思っており、かもねが想い出の品物として探し続けている「フランネル・ファルコン」のカードの行方を明かせず密かに苦悩する。
騎士堂らいか（きしどう らいか）
本作のヒロインの一人。2年1組のクラス委員長を務める赤毛のツンデレ娘。要人警護を家業としてきた家柄の出身で、密かにルームメイトの社長令嬢、美々原とりすの身辺警護を命じられている。神園いくさとは幼稚園と小学校で一緒だった幼馴染で、幼い頃はいじめられていた時期もあったいくさを助けていた。物語の冒頭で転校してきたいくさと5年ぶりに再会する。
昔、いくさからもらった『FD』のカード「レッドナイト“ハドマ”」を大事にしている。いくさに対して幼馴染以上の好意を持つが、いくさには伝わっておらず、その一方でらいか自身も「いくさは札引かもねのことが好き」という誤解をしている。いくさがかもねや暁よみなと親しくする状況に嫉妬し、とりすと組んで『FD』を始めるようになり、いくさと共通の話題を持つことでTCGの世界を垣間見ることになる。しかし全国優勝レベルのいくさと対等でなければ側にいられないと思い詰めるようになり、久遠きざむの構築したデッキで闇雲に強さを求めるようになる。
美々原とりす（みみはら とりす）
本作のヒロインの一人。お金持ちのお嬢様で、騎士堂らいかとは寮のルームメイト。プライドが高く、嫌っている相手には刺々しい態度で接するものの、素直で礼儀正しい一面も持つ。一方で思い込みが激しく、またよみなから吹き込まれた冗談をいちいち真に受けるなどして、複数の主要登場人物の人間関係について誤解を重ねている。父親が「美々原ホールディングス」という会社を経営しており、門守あるどが『FD』の販売権利を巡って対立する玩具メーカー「バニーアーツ」はその系列会社。
物語開始時点から札引かもねを底辺問題児として嫌っており、また初対面時のハプニングから神園いくさにも悪印象を抱いていた。暁よみなの言った「デュエリスト（カードゲームの対戦者）は勝者にしか従わない」という冗談を真に受けており、かもねをTCGで打ち負かして更生させようという目的意識を持つ。よみなから譲られたルールブックを手に、らいかと組んで『FD』を始め、有り余る財力で『FD』の在庫を買い占めている。その後かもねとの実力差を痛感し、彼女を倒すために嫌々ながらいくさに教えを請うが、その過程でいくさに好意を抱くようになり態度を改める。
『FD』においては、練習相手であるらいかの「ハドマ」に対する対策として使い始めた除去呪文系のカードを愛用している。当初はカードへの思い入れよりも勝敗に執着するタイプであったが、いくさからはカードに対して強い思い入れを持てる素養があると評されている。
川原かける（かわはら かける）
本作のヒロインの一人。陸上部に所属しているスポーツ娘。普段は眼鏡をかけているが、運動の時には外す。運動部のアイドルで、本気で着飾ると見違えるような美少女になる。
日頃は事なかれ主義を信条にしようとしているものの、本質的には最善を尽くさずにはいられない性格であり、しかも往々にしてその性格が裏目に出てしまうという不運の持ち主。かわいい生き物が好きで、札引かもねが落とした『FD』のカード「フィンクの騎士」に興味を抱いてしまい、更にカードを返そうとした際にカードゲーマーであると勘違いされてしまう。当初は問題児扱いされているかもねと接点を作るのを避けようとするものの、お節介焼きな性格が災いして流されていき、TCGの初心者として他の登場人物とも勝負をするようになる。
「4人娘」
騎士堂らいか、美々原とりすと親しい、同じ女子寮に住んでいる取り巻きの女子生徒たち。テレビや雑誌の話が好きで、TCGには関心がないが偏見も持っていない。勘違いを交えつつもらいかと神園いくさの恋路を応援したり、とりすといくさの恋路を冷やかしたりする。著者によれば、4人はTCGのプレイヤーである主要登場人物たちを一歩引いて客観的に眺める立ち位置の脇役であり、また浮き世離れしたバックボーンを持つとりすやらいかを、日常に繋ぎ止めるという重要な役割を与えられたキーパーソンでもあるとされる。設定では「4人娘」それぞれにも名前が与えられているが、本編では名前で呼ばれる場面がない。
多々頼くるす（たたらい くるす）
主要登場人物たちのクラスの担任を務める女性教師。教師を初めてまだ2年目。TCGに夢中なあまり素行に問題のある札引かもねや、その周辺の人物たちに対して手を焼いている。生徒には厳しく接するが、門守あるどに対しては苦手意識を持つ。

### 門守学園生徒会
門守あるど（かどもり あるど）
門守学園の生徒会長を務める男子生徒。学園理事長の孫でもある。高校生でありながら「エンタメカンパニー キージェクト」というTCG会社の社長をしており、TCG『魔法少女大戦』で商業的成功を収める一方、長期に渡って販売中止となっている『FD』の再リリースを画策している。『FD』の販売権利を巡るライバル企業との競合を解決するための賭け試合を立案し、全国優勝経験のある神園いくさを密かに「カードゲーム特待生」として自分の学園に入学するように仕向けた。当初はいくさに事情を説明せず、いくさからは「リア充」と呼ばれて反感を持たれていたが、自社製品の大会を通じていくさに事情を明かし、『FD』の復活を望むいくさを味方に引き込んでいる。
鳳きめる（おおとり きめる）
生徒会書記を務める「男の娘」。鳳いつもの弟で、高校1年生。自分の可愛らしさに自信を持っており、姉と制服を交換し女装で門守学園に通っている。変わり者である自分を認めてくれる人を求めており、他人から認められていることをモチベーションとしている。入学式で女装を教師に咎められたところを門守あるどに助けて貰って以来、あるどを熱烈に慕っており、彼を追って生徒会に入る。本来の性別を知っているあるどからは密かに苦手意識を持たれている一方、神園いくさや騎士堂らいかからは女性だと思われており、誤解を招く言動で人間関係を混乱させる。
天才肌で学業は学年首席、TCG初心者ながらも並外れたセンスと自信を持ち、久遠きざむが構築したデッキを用いて、全国優勝経験者であるいくさと互角の勝負を演じることができる。
久遠きざむ（くおん きざむ）
生徒会会計を務める男子生徒。TCGは勝敗が全てで、プレイヤーの間で流行している戦術を読んで取捨選択を吟味した環境デッキこそが至上であり、それ以外は真剣勝負ではないという信念を持っており、ファンデッキに対して否定的な考えを持つ。かつて神園いくさが全国優勝したFDの大会において、優勝候補でもあった羽根月のデッキ構築を手掛けており、彼の不可解な形な敗退に納得できずにいる。転校してきたいくさに対して敵意を顕わにし、羽根月はいくさの卑劣な計略によって予選敗退させられたのではないかという疑いをちらつかせて挑発し、墓地から無限にカードを復活させる蘇生デッキで勝負を挑むものの敗退する。その後、本心では密かにいくさの実力を認めていることを明かしているものの、彼が札引かもねや初心者同然のクラスメイトと交流を持つことに対して、腕を鈍らせるものでしかないという印章を抱いている。

### バニーアーツの関係者
羽根月（はねつき）
元『FD』の強豪プレイヤー。本名は倉止（くらやみ）はづき。久遠きざむにとっての先輩であり、昔のチームメイトで、かつていくさが優勝した『FD』全国大会における前優勝者。天才型のプレイヤーで、いくさが試合で一度も勝てなかった相手。
過去にいくさが優勝した時の最後の公式大会では、無名のプレイヤー相手に不可解な予選敗退を喫しており、そのことをきっかけにTCGから手を引いている。彼を負かしたプレイヤーは次の試合に姿を現さなかったことから、優勝したいくさの仲間が卑劣な手段を使ったのではないかという不名誉な噂が立てられた。いくさは当時の状況や、かもねから聞いた断片的な話から、羽根月を負かしたのは中学生時代のかもねであったと推理している。
冬凪（ふゆなぎ）
美々原家のメイド。美々原とりすの父の仕事の手伝いもしている。初登場の際にはバニーアーツの商品見本市でスタッフをしていた帰りで、コスプレのうさ耳を外し忘れていたため、札引かもねと暁よみなを驚かせている。

### その他の登場人物
鳳いつも（おおとり いつも）
鳳きめるの姉。スカートが嫌いで、弟と制服を交換し男装で門守学園に通っている。門守あるどとはフランクに言葉を交わす間柄。川原かけるとは先輩後輩の間柄で、同じ部活ではないものの、部活動を通じての交友がある。
神園みゆ（かみぞの みゆ）
神園いくさの妹。いくさの家を訪れたかもねを交際相手だと誤解する。オタク趣味のことになると周囲のことが目に入らなくなる兄に呆れつつも背後から見守る。
「母」
札引かもねの母親。幼い頃からTCGに夢中な娘には呆れつつも、禁止するようなことはせずに一定の理解を示す。元モデルで、現在もファッション誌の仕事をしており、ファッションのことで夢中になっている時の言動が娘と似ている。かもねや、かもねの家を訪れた友人たちに可愛い服を着せようとしたり、仕事に巻き込んだりする場面もある。神園いくさと川原かけるが交際しているという誤解を抱いている。
灯瀬かなた(ともせかなた)：でゅえるメイト1号（でゅえるメイトいちごう）
札引かもねと中学生時代に同級生であった男子生徒。彼女にとって初めてのTCG仲間。当時のクラスメイトから、かもねとは恋人同士だと疑われる程度には親密な間柄だった。進学先の高校は門守学園を志望していたものの、中学卒業の際に引っ越してしまい、その後の消息はかもねも知らない。自分とかもねの間柄を「デュエルメイト」という造語で定義し、後にその単語が主要登場人物の間に広まっていくことになる。劇中では名が明かされておらず、神園いくさからは「でゅえるメイト1号」と呼ばれており、単行本の登場人物一覧でもそのように表記されている。
小学生時代はTCG仲間に恵まれず、カードを盗まれたり万引きを強いられたりして嫌な思いをしたことから悟りを得て、気の合った仲間とだけ楽しく遊ぶというプレイスタイルを確立した。初心者であったかもねに『FD』の初歩を伝授するもののすぐに拮抗するようになる。自分では強いデッキを作れず、かもねによれば流行のデッキを模倣してばかりいたものの、使い方は下手であった言われているが、これはかもねの実力が非常に高いためで、かもねの作った転生反逆者デッキで羽根月相手に一勝したほどの実力がある。
外伝『でゅえるメイトLinker』にも登場する。
本名は、本編「第20回『あの日』Bパート」にて公開されている。
「幼いカードゲーマー」
小学生時代の札引かもねが初めてカードショップで対戦した、年上の男性2人組。下品な態度でかもねが組んだ「フランネル・ファルコン」のファンデッキを嘲笑し、その後の彼女を縛り続ける心の傷を植え付けた。一方、最後の登場場面では、彼らはかもねがカードスリーブを使わないことに腹を立てていたことや、「フランネル・ファルコン」の弱さを嘲笑したのもアドバイスのつもりであったことが描写されている。著者によれば、彼らは読者から大きな反響のあった端役であるといい、実はかもねに対して悪意があったわけではなく、純粋にゲームを楽しむ気持ちで良かれと思って接したつもりであったのだが、経験の浅さゆえに狭量な価値観しか持っておらず、他人に意識を向けることができなかったために劇中のような結果を招いたのだとされる。

### 『でゅえるメイトLinker』の登場人物
霞くらら（かすみ くらら）
高校1年生の女子生徒。イギリス人と日本人の混血で金髪だが、日本育ち。設定マニア。でゅえるメイト1号を慕っている。
倉止なやみ（くらやみ なやみ）
高校2年生の女子生徒。絶版カードゲームの強豪プレイヤーだった兄がいるという設定で、同じく倉止姓を名乗る場面のある羽根月の妹であることが強く示唆されている。
日留まり（ひとめ まり）
高校3年生の女子生徒。カードゲーマーの彼氏がいる。

## 劇中カードゲームとそのカード
劇中に数多く登場するのは架空のトレーディングカードゲーム（TCG）のカードとなっている。以下では特に言及回数が多いものや、主要登場人物との因縁や深い繋がりについて言及されているものを挙げる。

### ファランドール
劇中では専ら『FD』という略称で呼ばれている、架空のTCG。「ドール」と呼称されるクリーチャーのカードを操って対戦相手と戦い、合計10点分のライフを奪った側が勝者となるというルールが設定されている。登場人物たちは主にこのゲームを通じて対戦しているが、物語開始時点では2年前にリリースが終了し絶版になっているという設定。劇中のウィキペディア日本語版にはこのゲームの記事が作られているという描写があり、それによるとFaranx Dollという綴りをファランドールと読ませるとされ、劇中における市場シェアの20パーセント以上を有する大ヒット作品となりつつも、販売元のトラブルによる訴訟騒動の末に販売が打ち切られたと言及されている。なお劇中のウィキペディアの記事には、打ち切りの際には大きな波紋を広げ、現在も根強いファンがおり復活が待ち望まれているといった記述もあるが、出典は示されておらず真偽は不明。
王翼ビート
神園いくさが所有するデッキ。鼓動の連鎖で王翼騎士団を展開して攻め込むデッキ。当時のトーナメントの使用率は3位で安定した勝ちを拾うには不向きな選択とされている。いくさは初見では対応が難しいデッキに対応するため絶望狼を1枚入れている。
王翼I“アサナト”（ナイトオブワン アサナト）
神園いくさが所有しているカード。ウォリアー系のカードで、戦闘でしか破壊できないという効果を持つ。札引かもね、久遠きざむとの勝負で使われた。
王翼Ⅱ“ゼフテロス”（ナイトオブセカンド ゼフテロス）
神園いくさが所有しているカード。
王翼Ⅲ“テリオス”（ナイトオブサード テリオス）
神園いくさが所有しているカード。
王翼Ⅳ“スタティ”（ナイトオブフォース スタティ）
神園いくさが所有しているカード。王翼騎士団最高のパワー4を持つ。
王翼Ⅴ“オズ”（ナイトオブファイブ オズ）
神園いくさが所有しているカード。場に出たときに壁呪文を破壊する効果を持つ。
王翼Ⅵ“フェネク”（ナイトオブシックス フェネク）
神園いくさが所有しているカード。ライフを1点払って墓地から召喚する効果を持つ。
王翼Ⅶ“シュリ”（ナイトオブセブン シュリ）
神園いくさが所有しているカード。ライフを2点回復する効果を持つ。
王翼Ⅷ“レイヴン”（ナイトオブエイス レイヴン）
神園いくさが所有しているカード。召喚したターンの間、ブロックされない効果を持つ。
絶望狼（フェンリスヴォルフ）
神園いくさが所有している切り札。自分のドールと入れ替え召喚時に生贄にしたドールの数で効果が変わる。生贄1体でスイッチ召喚したら、生贄の誘発効果をコピーし、自壊する。3体を生贄にした時の効果は自分を含めた場の全ドールを破壊する。
詩読みの従騎士（うたよみのじゅうきし）
神園いくさのサイドデッキの中で異彩を放つドールカード。他の騎士がいる限り相手の効果の対象にならず、ダミーソウルに伏せられた騎士を含めたすべての騎士とスイッチできる能力を持つ。王翼ネームでもなく種別が騎士ですらないため、『鼓動の連鎖』に対応していない。
偉大なるX（グランド・クロス）
王翼のネームを持たないが、ソウルの王翼騎士たちを一気に回収できる能力を持つ。別名『王翼X（ナイトオブクロス）“エルデアイト”』。
鼓動の連鎖（チェインオブビート）
神園いくさが所有している呪文カード。ドールを指定し、デッキトップをチェックして最大3体のドールを場に出す効果を持つ。
雨刃の反撃（ストームオブアロー）
神園いくさが所有している呪文カード。ドール同士の戦闘の直前に使用を宣言することで敵のドールをダウン状態にし、パワーを0にする効果を持つ。札引かもねや久遠きざむとの勝負では、「王翼I“アサナト”」と組み合わせることで相手の出鼻を挫いている。ただしこのデッキはライトプレイヤーとの対戦を想定した、シンプルな構成のネタデッキとなっており、きざむからは「素人向けのカード」と評されている。
キラメキデッキ/五行の獣（ウーシングフォーク）&フィンク
札引かもねが使用するデッキ。妖狐“キラメキ”のファンデッキで、一見すると面白おかしさだけを追求した内容となっているものの、真剣勝負でも勝てることや、よみなの持つ「ユルティムヴァルガ」のデッキを相手にしたときに勝負を楽めることを意図して構築されている。かもねの自信作で歴代最強デッキと言われるなど非常に強いが、引きがかみ合わないとデッキが回らないなど使うのが難しくよみなやかなたは使いこなせなかった。後にかけるが使うようになった。
妖狐“キラメキ”（ようこキラメキ）
札引かもねが所有しているカード。ビースト系のカードで、両刃剣を口にくわえた獣人のキャラクターが描かれている。使いにくいカードという設定。
陰豹“マタタキ”（いんぴょうマタタキ）
札引かもねが「妖狐“キラメキ”」と併用しているカード。かもねのデッキにおいては、キラメキが決定打とならない場合の伏兵として機能する。かもねが初めて神園いくさと対戦したときや、らいかと対戦した際には、このカードが決定打となっている。
フィンクゲリラ
かけるが使用したカード。このカードでとりすにアタックしている。
フィンクの救護班（フィンクのきゅうごはん）
かけるが使用したカード。このカードでらいかにアタックしている。
龍拳
暁よみなの使用するデッキ。ユルティムヴァルガを素早く召喚することを目的に構築した破壊力重視のコンボデッキとなっている。このデッキは全国大会出場者が使っていたものとして類似のコピーデッキが流行し、弱点も知られていると言及されているが、よみなのデッキは札引かもねによって防御面を補う改良が施されている。
よみなが使用しているデッキは、物語開始の前年にかもねから譲られたもの。かもねはこれを、でゅえるメイト1号から譲られた「形見」であると語っていたが、後にそれは嘘で、でゅえるメイト1号から伝授された友達作りのアドバイスを元に、かもね自身がよみな専用のデッキとして構築したものだと明かしている。でゅえるメイト1号も類似のデッキを気に入って使っていたものの、かもねの見立てでは満足に使いこなせていなかった。よみなはこのデッキしか持っていないが、金銭的な余裕がないよみなのために、カードを買い足さなくても長く遊べるような構築がされている。
ユルティムヴァルガ
暁よみなのデッキに入っている切り札。『FD』においてはドラゴン系で最高レベルであるLv.12のカード。
獣化法衣
暁よみなのデッキに入っているカード。アタックをゼフテロスにブロックされた。
原理の盾（マナ・シールド）
よみなが使用している呪文カード。ソウルを破壊し、ダメージを軽減する効果を持つ。デッキの防御面を補うためにかもねが付け加えた。彼女のデッキをコピーデッキと侮って定石通りの対応をすると、このカードにとどめの一撃を阻まれ、反撃の機会を与えてしまう。通常は邪魔になるカードでありデッキを使いづらくしているが、劇中ではいくさの攻撃を阻み、また辛うじて罠にかからなかったらいかを動揺させている。
ブルーシューター
美々原とりすが所有するデッキ。ブルーミラージュのポテンシャルを最大限に追求したブルーミラージュのためだけのデッキで、ライラクロックなど同種のデッキと差別化のためかなり尖った構築になっている。
ブルーミラージュ
ブルーシューターの主力カード。神園いくさの見立てで美々原とりすに進められ、ドラゴン系のレアカードで、高額であること、強力な除去能力を持つこと、高貴で神聖というカード設定が、いくさの思惑通りにとりすの琴線に触れた。劇中ゲーム上の効果は、手札と墓地の呪文カードと引き替えに、消費した手札の枚数分だけ敵のドールを取り除くというもの。
ブルーミラージュ カテドラル・バスター
「再臨（アドベント）」という召喚ギミックと、相手の場のすべてのドールを破壊し、その数+1のダメージを相手に与える能力を持つ。
ファイヤーウォール
ブルーシューターに使われている維持呪文カード。パワー3以下のドールの行動を制限する効果を持つ。
星空の再誕（リライト・バース）
ブルーシューターに使われている呪文カード。自分のソウルを手札に戻す効果を持つ。
幻影の衣（ミラージュクローク）
ブルーシューターに使われている呪文カード。警戒すべき呪文が多いライラクロックから「ブルーミラージュ」を守りきるために、使用したターンの間、「ブルーミラージュ」を呪文の対象にならないようにした。
ストームウォール
ブルーシューターに使われている維持呪文カード。出力レベル以下のドールの攻撃を制限する効果を持つ壁系の呪文。とりすはすべてのソーサラーソウルを出力したが、かもねがコンボで呼び出したドールのレベルが高かったため、半分程度しか止められなかった。
反逆者（リベリオン）デッキ/転生反逆者デッキ/転生ハドマデッキ
騎士堂らいかが所有するデッキ。久遠きざむが羽根月のライラクロックに対抗するためにらいかに反逆者デッキを貸し与え、後に札引かもねからデッキレシピを貰い、転生反逆者デッキへと改良される。その後、転生ハドマデッキとなる。
レッドナイト“ハドマ”
騎士堂らいかが持ち札としているカード。Lv.3でウォリアータイプ。神園いくさが幼い頃にダブって余らせ、らいかへと譲られた。らいかが当初から所有していたカードの中では飛び抜けて強力なカードだが、攻撃的に使う必用があるなど扱いには慣れを要求され、また対策を取られるとたやすく破壊されてしまうという設定である。第5回で美々原とりすが札引かもねと初めて対戦した際には、一時的にらいかから美々原とりすへと貸し与えられた。後に久遠きざむがらいかに貸し与えた反逆者デッキには、らいかのお気に入りであったハドマのカードが入っていなかったが。札引かもねが改良した転生反逆者デッキで再び使われる。
黒剣騎士フラウ二（こっけんきしフラウニ）
反逆者デッキの主力カード。呪文を受け付けない効果を持つ。
英雄の忘却
反逆者デッキに使われている呪文カード。手札のユニークドールを1枚捨てさせる効果を持つ。
生贄の転生
転生反逆者デッキに使われている呪文カード。自分の場のドールをそれよりもレベルが高い同種族のドールに昇華させる効果を持つ。転生させたカードの固有能力を引き継ぐ。
ライラクロック
羽根月が所有するデッキ。当時のトーナメントで最も勝率が高いとされたデッキで久遠きざむは『FD』最強の名を冠するデッキで間違いないとしている。一夜の天使で攻撃し、毎ターン1点ずつ削っていく。
一夜の天使
ライラクロックの主力カード。戦闘では最弱だが墓地のレベル3以下の呪文カードを使える効果を持つ。
千翼の夜侯（アルフライラ）
ライラクロックのユニークドール。墓地の天使をデッキに戻し、戻した枚数分のカードを引く起動効果を持つ。さらに、攻撃時にドール1体を破壊できる。
英雄の忘却
相手の手札のユニークドールを1枚捨てさせる効果を持つ呪文カード。
巻き戻し（スペルリバース）
鳳きめるが「一夜の天使」の効果で使用した呪文カード。とりすの「ファイヤーウォール」を手札に戻した。
霊体放出（デタッチ）
なやみが使用した呪文カード。「一夜の天使」を対抗召喚した後に墓地のこの呪文カードでラグナのゼフテロスを破壊した。
次元のゆらぎ
相手の呪文を無効化する呪文カード。
魂の剥離（ソウルデタッチ）
相手のドールを手札に戻す呪文カード。
竜脈の暴走（りゅうみゃくのぼうそう）
自分のデッキの一番上を確認し、墓地に送るか元に戻した後、対象のプレイヤーを指定し、対象のプレイヤーはカード1枚を引き、1枚捨てる効果を持つ呪文カード。「一夜の天使」の効果なら墓地から使用できる。
聖骸の楔（せいこくのくさび）
羽根月がサイドから投入した壁呪文。パワー1以下のドール以外は攻撃もブロックもできない効果を持つ維持呪文カード。ターン終了時に維持コストとして手札を1枚捨てなければならない。
革命の獄炎（フォールオブロイヤル）
パワー2以上のドールをすべて破壊する呪文カード。
砂の刻界（フォールオブロイヤル）
戦闘中だけに使える維持呪文カード。いくさの場のすべてのドールのパワーを3下げた壁呪文。
英雄ビート
灯瀬かなたが使用するデッキ。鼓動の連鎖を活かした王翼ビートと同型デッキだが、覇導の英雄アレクシスを主力としたトークンデッキという点が異なる。かなたのデッキは低レベル帯の英雄を採用しているため、早い。
覇導の英雄アレクシス
英雄が場に出たときに英雄レギオントークンを場に出す能力を持つ。
神槍の英雄
灯瀬かなたが使用する英雄ドールカード。
大剣の英雄
灯瀬かなたが使用する英雄ドールカード。
英雄レギオン
灯瀬かなたが使用するトークン。
鼓動の連鎖（チェインオブビート）
ドールを指定してデッキトップを3枚チェックして最大3体のドールを場に出す効果を持つ呪文カード。
金獅子の行進
英雄レギオントークンの全体強化によりワンショットキルを放つ維持呪文。
フランネル・ファルコン・ワンショットキル
札引かもねが完成させたデッキ。手札交換能力持ちのドールで手札にソウルを集め、フランネル・ファルコンで捨てることで希望と絶望の輪廻の条件を満たし、相手を瞬殺する奇襲コンボデッキ。自分のターンでしか捨てられない純白龍フルルではできない、対抗召喚によって相手のターンにいつでも捨てられるフランネル・ファルコンだからできるデッキ。
フランネル・ファルコン
札引かもねが幼少の頃にTCGを始めた際、初めて手にしたレアカード。Lv.5でビーストタイプのドラゴン。しかし『FD』のプレイヤーの間では弱くて使い物にならない「カスレア」のカードという評価を受けており、全国大会出場経験のある神園いくさも見てから3秒でデッキに組み入れるのを諦めるほど弱い。かもねが初めて対戦のために組んだデッキはこのカードを使うためのファンデッキであったが、惨敗を喫した上に対戦相手（「幼いカードゲーマー」の2人）からデッキを嘲笑され、更にカードを紛失してしまう。かもねは当時のことを「自分が弱かったせいでフランネル・ファルコンは馬鹿にされた」と捉えており、いつかこのカードの評価を覆してみせることをモチベーションにしている。一方、かもねが紛失したカードは偶然にも暁よみなが拾っていたが、不注意により破損させてしまっており、罪悪感からそのことを明かせずにいる。
劇中ゲーム上でこのカードを召喚する場合、代償として全ての手札を捨てなければならないという大きな制約がある。連載第7回にて再びかもねが入手するが、初版と再録版では絵柄が異なっているという設定で、かもねが2度目に手にしたカードは再録版であった。
遺物荒らし
ドロー変換能力を持つ10円のコモン。
魂性の天使
ソウル変換能力を持つ10円のコモン。
宝物食い
ドロー変換能力を持つ30円のコモン。
湖狼“ユラメキ”（ころうユラメキ）
キラメキデッキのマタタキと同じステータスだが、対抗召喚したときに追加コストとして相手の場の数だけ自分のソウルを破壊しなければならない。「希望と絶望の輪廻」の2つ目のトリガー。
ドラゴンソウル
墓地に送ることでドラゴンの召喚レベルを下げる特殊ソウルカード。「フランネル・ファルコン」を本来より早く召喚でき、墓地へ置かれるので「希望と絶望の輪廻」の条件を満たすために手札に集めるソウルの枚数も3枚でよくなる。
希望と絶望の輪廻（アウトオブリンカーネーション）
相手のターンに自分のソウルが合計4枚以上墓地に置かれたときに誘発する維持呪文。誘発条件を満たすと、お互いの場のドールをすべて破壊し、効果発動より前に墓地にいるドールをすべて蘇生させる。この効果で一度蘇生させたドールは場を離れたらゲームから除外される。
フィンクのマッチポンプ
トリオ大会でかもねが使用した呪文カード。相手の場にフィンクトークン2体を出し、手札とソウルのカードを入れ替える。ユラメキとシナジーがある。
巨像落とし（コロッサスフォール）
門守あるどが使用するデッキ。今では誰も使わなくなった古いデッキだが、シングル戦であればまだ戦える底力を持つ。
神の要塞 クレズメルの巨像
伝説の第1回FDジュニア大会優勝者限定プロモ。公式ルール上はただの能力なし（バニラ）カード。
その他のカード
フィンク
川原かけるが『FD』に関わるきっかけとなるカードで、絵柄の可愛らしさでかけるを魅了した。「フィンクの騎士」「フィンクの勇気“キオ”」など数多くのバリエーションがリリースされており、札引かもねの解説によれば、ビースト系の中ではユニークな運用が可能で、また相手の戦術を見ながら使うのが定石であるとされる。
純白龍フルル（じゅんぱくりゅうフルル）
召喚時に自分の手札を捨てるため、「フランネル・ファルコン」と比較される。
茨の王冠
魅力的な能力を持っていたため、いくさが小学生の頃にデッキを作ろうとしたが、完成したデッキに入っていなかったLv.3のカード。
ニューヴェール
とりすが使用したカード。コントロール型のブルーミラージュと異なる速攻型。

### 魔法少女大戦
門守あるどが社長を務める「エンタメカンパニー キージェクト」が販売しているという設定の、架空のTCG。複数の変身魔法少女系アニメの登場人物が入り乱れるクロスオーバー作品で、エースに指定した魔法少女を次々と変身させながら戦うという内容が設定されている。深夜に放送されているという設定の劇中テレビアニメ『魔法天使たるとちゃん』およびその続編『魔法天使たるとEX』を題材にしたシリーズがヒットしているという設定で、いくさとかもねが劇中アニメを熱心に見ているほか、カードやイラスト入りカードスリーブなどのグッズを蒐集している描写がある。連載第4回では『たるとEX』の内容が劇中劇として詳しく描写され、死後に魔法天使となった少女たちが、記憶の力を魔力にして戦っているという設定などが語られた。
魔法天使“たるとちゃん”
劇中テレビアニメ『魔法天使たるとちゃん』『魔法天使たるとEX』の登場人物。劇中テレビアニメ上では「天粕たると」という本名が設定されている。魔法天使の真実を知ってなおも絶望することなく戦う。持っている杖は人間の言葉を話すという設定。いくさは声優のサインが入った箔押しのカードを後生大事に生徒手帳に入れており、よみなは物語冒頭でそれを目撃したことから、いくさのことを「たるとちゃん」という渾名で呼び続けるようになる。
魔法天使エクレア
『魔法天使たるとちゃん』『魔法天使たるとEX』の登場人物で、髪型を短いツインテールにしている。かつてでゅえるメイト1号がエクレアの絵柄のカードスリーブを使っており、そのことがかもねの髪型に影響を与えている。
たるとの仲間であり親友という設定。本編第4回の劇中アニメでは、彼女が憎しみの記憶の力で戦う魔法天使となり、たるとからは親友と思われつつも、葛藤しつつも彼女と敵対しているという状況が描かれた。劇中TCGにおいては、たるととエクレアのデッキは「百合デッキ」と呼ばれているが、かもねからは「流行りすぎで面白くない」と評されている。

### その他のカードゲーム
外伝『でゅえるメイトLinker』の読み切りが株式会社ブシロード発行の商業誌『月刊ブシロード』2014年11月号に掲載された際には、同社が販売している実在のTCG『カードファイト!! ヴァンガード』が劇中に登場し、その日が発売日であったという設定の「ネオンメサイア」のBOXを購入する場面が描かれた。劇中では霞くららが「ドラゴニックネオフレイム」「アルフレッド・エクシヴ」を、日留まりが「ドラゴニック・オーバーロード・ザ・グレート」のカードを引き当てている。

## 書誌情報
単行本は書籍ではなく玩具流通の扱いとなっており、一般書店では流通しない形で販売されたものの、裏表紙カバーには一般書籍同様にISBNと定価が記されている。当初はレーベルの方針としてTCG取り扱い専門店のみ流通という形を取っていたが、その後は専門店を優先しつつも、Amazon.co.jpなどでも取り扱うようになった。
- 湯島ましゆ 『でゅえるメイト』 株式会社翔鳳苑〈カードショップコミックス〉、既刊5巻（2016年3月25日現在）
  - 1巻、2013年3月23日発行（同日発売）、ISBN 978-4-90718-900-6
  - 2巻、2013年7月25日発行（同日発売[97]）、ISBN 978-4-90718-901-3
  - 3巻、2014年2月21日発行（同日発売[98]）、ISBN 978-4-90718-902-0
  - 4巻、2015年3月8日発行（同日発売[99]）、ISBN 978-4-90718-903-7
  - 5巻、2016年3月25日発行（同日発売）、ISBN 978-490718-904-4

## コラボレーション
- 民安★ROCK
  - ニコニコ静画版にて楽曲を使用している。
- ChaosTCG・ヴィクトリースパーク・ヴァイスシュヴァルツ（株式会社ブシロード）
  - コミックス第1巻の帯にヴァイスシュヴァルツのプロデューサー（当時）であるブンケイと、ChaosTCGのプロデューサーである村山のコメントが掲載された。
  - 2013年のエイプリルフールで嘘PRカードが公式サイトに掲載された[34]。
- Z/X -Zillions of enemy X-（株式会社ブロッコリー）
  - コミックス第2巻に「札引かもね」のカードが付属した[100]。
- ジーククローネ（グリーエンターテインメントプロダクツ）
  - コミックス第2巻の帯にジーククローネ井上ディレクターのコメントが掲載された。
  - コミックス第2巻発売記念企画などで、ジーククローネPRカード「札引かもね」が配布された[100]。
- アンジュ・ヴィエルジュ（株式会社KADOKAWA）
  - コミックス第3巻にアンジュ・ヴィエルジュPRカード「暁よみな」が付属した[101][102]。
- WIXOSS（株式会社タカラトミー）
  - コミックス第4巻にWIXOSS PRカード「札引かもね」が付属した[103]。
- 魔法少女 ザ・デュエル（FORCE OF WILL株式会社）
  - コミックス第6巻に魔法少女 ザ・デュエルPRカード「魔法天使たるとちゃん」が付属した。